# Lo Grand Sause
Lo Grand Sause o Lo Sause d'Ors (Sauze d'Oulx en italià i oficialment) és un municipi italià, situat a la ciutat metropolitana de Torí, a la regió del Piemont. L'any 2007 tenia 1.157 habitants. Està situat a la Vall de Susa, una de les Valls Occitanes. Limita amb els municipis d'Ors, Prajalats i Sestrieras.

## Administració
| Període | Identitat     | Partit        |
| ------- | ------------- | ------------- |
| 2004-   | Roberto Faure | Llista cívica |